# Karborn
Karborn (* 1. Mai 1985 als John Leigh) ist ein britischer Mixed-Media-Künstler und Grafikdesigner.

## Frühe Jahre
John Leigh wurde am 1. Mai 1985 geboren. Sein Vater ist der Musiker und Grafikdesigner John Foxx, dessen Bildkunst und Synthesizer prägende Elemente in Leighs Kindheit waren. Seine Mutter ist Belgierin. Bereits als Teenager interessierte er sich für digitale Bildmanipulation. Mit 16 Jahren erlitt er einen Autounfall und war für einige Zeit ans Bett gefesselt. In dieser Zeit entwickelte er „Karborn“ als Alter Ego. Mitte der 2000er-Jahre studierte mit Hilfe eines Stipendiums des renommierten britischen Computer-Arts-Magazins an der kanadischen Vancouver Film School.

## Karriere
Seine erste Soloausstellung hatte Karborn 2008 beim Sónar-Festival in Barcelona. Eine weitere Soloausstellung fand in der Londoner Brick Lane Gallery statt. Als Grafikdesigner entwarf er unter anderem Werbekampagnen für Adidas, die New York Times, Nike und Wired und arbeitete als Freelancer an Kampagnen für AKQA, Edelman und Ogilvy & Mather. Von Mai 2019 bis März 2020 illustrierte er die Rubrik Op-Eds From the Future in der Onlineausgabe der New York Times, eine 14-tägige Kolumne, in der sich Wissenschaftler und Kulturschaffende Gedanken über die Zukunft der Gesellschaft machten.

## Privates
Karborn lebt im Londoner Stadtteil Bow. Von Oktober 2017 bis Anfang 2018 war er mit der Schauspielerin Daisy Lowe liiert, was zu einer erheblichen Berichterstattung in der britischen Boulevardpresse führte.

## Werk
Karborn verarbeitet Fotos digital zu Bildcollagen, die er auf Leinwand oder andere Träger druckt. Auf die gleiche Weise gestaltet er Tonträger-Cover, so für das Easy-Listening-Projekt Crombie, die Hip-Hop-Gruppe TRDMRK oder den Soundtrack zur britischen TV-Serie The Last Post. In die Leinwand-Drucke arbeitet er gelegentlich Metallobjekte oder pflanzliche oder sonstige organische Materialien ein. Die digitalen Vorlagen präsentiert er regelmäßig live als Projektionen, die er als DJ mit elektronischer Musik unterlegt, vorzugsweise Dubstep und „Old-School-Electronica“. Seit 2021 verarbeitet er in großer Zahl unterschiedliche Vorlagen zu GIFs. In einem Interview mit dem IDG-Magazin Digital Arts bezeichnete sich Karborn selbst als „interdisziplinären Designer“ und seine Kunst insofern als „adaptiv“, als er sich „einem Prozess der kreativen (...) Evolution“ stelle.

## Rezeption
Das US-amerikanische Kulturmagazin XLR8R bezeichnet Karborns Werk als „wunderbare, multimediale Kunst“, deren Elemente zu einem „perfekten, symbiotischen Einklang“ zusammenträfen. Das britische Dazed-Magazin sieht den „mit Dubstep und Basstonnen geladenen bildenden Künstler“ als Vertreter eines „Londoner Urbanismus“, der mit seinem Werk „Stadtverschönerung“ betreibe. Das britische Magazin für Nachwuchskünstler NeverLazy bezeichnet sein Werk als „detaillierte und dynamische Mixed-Media-Werke“, die „komplexe digitale Prozesse mit organischen Elementen“ kombinierten. Das Design-Magazin We and the Color befand, Karborn „kombiniere organische Elemente und einen digitalen Bearbeitungsprozess“ und schaffe so eine „verzerrte, größtenteils surreale Welt“, in der sich digitale und organische Elemente überlappen und miteinander agierten. Das britische Design-Magazin It's Nice That befand, Karborns Arbeiten würden ein „einschneidendes, faszinierendes Ganzes“ formen und zog Vergleiche zu frühen Videoexperimenten der Band Psychic TV. Das spanische Lifestyle-Magazin Le cool wertete, Karborn kombiniere Techniken der bildenden Künste mit innovativer Technologie zu etwas, dass eine „brillante Wirkung“ entfalte.